# Aphanogmus amoratus
Aphanogmus amoratus är en stekelart som beskrevs av Paul Dessart och Alekseev 1982. Aphanogmus amoratus ingår i släktet Aphanogmus och familjen pysslingsteklar. Inga underarter finns listade i Catalogue of Life.